# Edmonton–Rutherford
Circonscription électorale provinciale du Canada
Edmonton-Rutherford est une circonscription électorale provinciale de l'Alberta (Canada), située dans le sud d'Edmonton. Elle est nommée d'apres Alexander Rutherford, premier ministre inaugural de l'Alberta.

## Liste des députés
| Années | Années         | Député         | Parti politique           |
| ------ | -------------- | -------------- | ------------------------- |
|        | 1993 - 1997    | Percy Wickman  | Libéral                   |
|        | 1997 - 2001    | Percy Wickman  | Libéral                   |
|        | 2001 - 2004    | Ian McLelland  | Progressiste-conservateur |
|        | 2004 - 2008    | Rick Miller    | Libéral                   |
|        | 2008 - 2012    | Fred Horne     | Progressiste-conservateur |
|        | 2012 - 2015    | Fred Horne     | Progressiste-conservateur |
|        | 2015 - présent | Richard Feehan | Néo-démocrate             |